# Pharus lappulaceus
Pharus lappulaceus là một loài thực vật có hoa trong họ Hòa thảo. Loài này được Aubl. miêu tả khoa học đầu tiên năm 1775.